# Canadian Forces Decoration
Odznaka Kanadyjskich Sił Zbrojnych (ang. Canadian Forces Decoration, fr. Décoration des Forces Canadiennes, CD) – odznaczenie ustanowione 15 grudnia 1949 roku przez króla Jerzego VI, nadawane od roku 1951 żołnierzom Kanadyjskich Sił Zbrojnych oraz ich sił rezerwowych, bez względu na stopień i rodzaj broni, po 12 latach ciągłej lub skumulowanej służby. Zwyczajowo przyznawane również Gubernatorowi Generalnemu Kanady, który jest głównodowodzącym sił zbrojnych, po objęciu przez niego urzędu. Odznaczonym przysługuje skrót "CD" po nazwisku. Odznaczenie jest nadawane ponownie po przesłużeniu każdych kolejnych 10 lat.

## Opis
Odznaka ma formę dziesięciokątnego pozłacanego medalu (kształt medalu symbolizuje dziesięć kanadyjskich prowincji), mierzącego 37 mm w najszerszej części.
Awers 1951–1953: zwrócona w lewo głowa Jerzego VI bez korony, otoczona napisem "GEORGIVS VI D : G : BRITT : OMN : REX FID : DEF" (Jerzy VI król całej Brytanii, obrońca wiary).
Awers 1954-2022 (de facto do 2024): zwrócona w prawo głowa Elżbiety II bez korony, otoczona napisem "ELIZABETH II DEI GRATIA REGINA – CANADA" (Elżbieta II z Bożej łaski królowa, Kanada).
Awers od 2024: zwrócona w prawo głowa Karola III bez korony, otoczona napisem "CHARLES III DEI GRATIA REX – CANADA" (Karol III z Bożej łaski król, Kanada).
Rewers: trzy liście klonu, korona okrętów i orzeł, symbolizujące trzy rodzaje sił zbrojnych; dwie heraldyczne lilie po bokach korony oraz zwój z napisem "SERVICE" (służba) poniżej. Przy nadaniach Jerzego VI na środkowym liściu klonu umieszczony był jego monogram.
Medal łączy się ze wstążką za pomocą łącznika w formie ornamentu z liściem klonu pośrodku. Przy nadaniach Jerzego VI ornament łączył się dodatkowo z prostokątną belką z napisem "CANADA".
Wstążka: czerwona z trzema białymi prążkami w jednakowych odstępach od siebie i od brzegów. Kolejne nadania zaznacza się poprzez nałożenie na wstążkę pozłacanych okuć-klamr z godłem Kanady pośrodku. Na baretce umieszczana jest srebrna metalowa rozetka w kształcie róży heraldycznej za każde dodatkowe nadanie.
Medale z wizerunkiem Jerzego VI były wykonane z pozłacanego srebra próby 800, medale z wizerunkiem Elżbiety II – z pozłacanego tombaku. Od roku 2007 są wykonywane z pozłacanego brązu.